# Synagoge (Vodňany)
Koordinaten: 49° 8′ 54,5″ N, 14° 10′ 39,1″ O

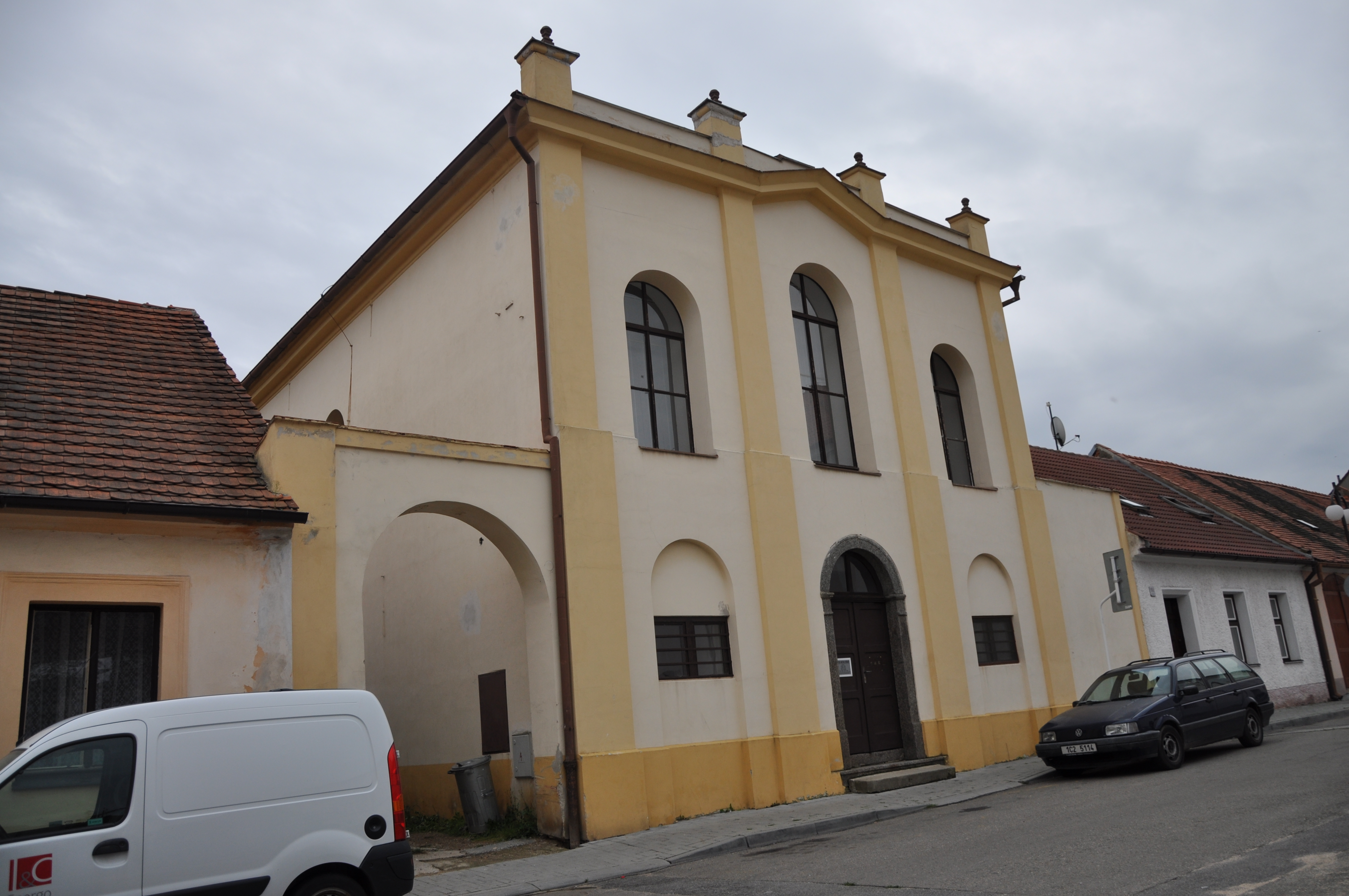
Synagoge in Vodňany

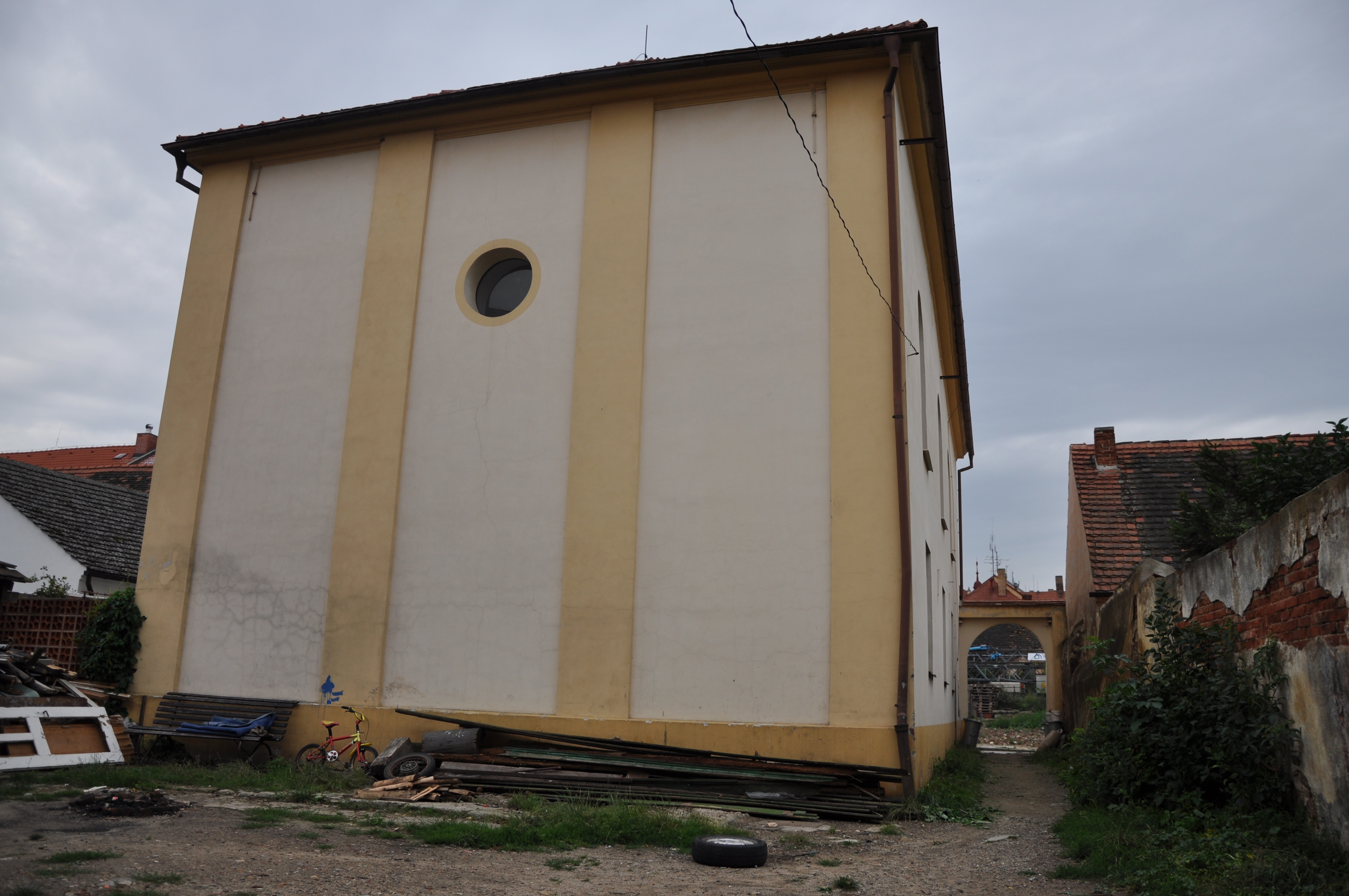
Rückseite

Die Synagoge in Vodňany (deutsch Wodnian),  einer tschechischen Stadt im Okres Strakonice der Südböhmischen Region, wurde 1849 errichtet. Die profanierte Synagoge an der Majerova-Straße 153 ist seit 1988 ein geschütztes Kulturdenkmal.

## Geschichte
Im Jahr 1834 kaufte die jüdische Gemeinde ein Grundstück, wo früher das Haus Nr. V. stand. Die 1849 erbaute Synagoge im klassizistischen Stil wurde bis zum Zweiten Weltkrieg als Gotteshaus genutzt. 
Seit dem Jahr 1959 dient die Synagoge als Stadtmuseum.